# Day and Age
Albums de The Killers
Sawdust
(2007) Live from the Royal Albert Hall
(2009)
Day and Age est le quatrième album (troisième album studio) du groupe The Killers, sorti le 24 novembre 2008 en Europe et le lendemain dans le reste du monde.

## Pistes
1. Losing Touch
2. Human
3. Spaceman
4. Joy Ride
5. A Dustland Fairytale
6. This Is Your Life
7. I Can't Stay
8. Neon Tiger
9. The World We Live In
10. Goodnight, Travel Well